# Carlos Veiga
Carlos Veiga, född 1949, var regeringschef (premiärminister) i Kap Verde mellan den 4 april 1991 och den 5 oktober 2000.